# Campionati europei di 470 2022
I Campionati europei di 470 2022 si sono svolti a Çeşme, in Turchia, 10 al 18 settembre 2022. Per la prima volta la competizione è stata destinata unicamente agli equipaggi misti.

## Podi
| Evento    | Oro                                   | Argento                          | Bronzo                               |
| 470 Misto | Svezia Anton Dahlberg Lovisa Karlsson | Spagna Jordi Xammar Nora Brugman | Italia Giacomo Ferrari Bianca Caruso |

## Medagliere
| Posiz. | Nazione | Oro | Argento | Bronzo | Totale |
| ------ | ------- | --- | ------- | ------ | ------ |
| 1      | Svezia  | 1   | 0       | 0      | 1      |
| 2      | Spagna  | 0   | 1       | 0      | 1      |
| 3      | Italia  | 0   | 0       | 1      | 1      |
| Totale | Totale  | 2   | 2       | 2      | 6      |